# Смерть Ахіллеса (роман)
«Смерть Ахіллеса» (детектив про найманого вбивцю) — роман російського письменника Бориса Акуніна, четверта частина з серії «Пригоди Ераста Фандоріна». Вперше видана 1998 року в Москві. Перекладу українською мовою немає.

## Сюжет
1882 рік. Двадцятишестилітній Фандорін та його слуга Маса, японець, якому Ераст Петрович Фандорін врятував життя, прибувають до Росії в Москву. Ераст провів чотири роки в Японії, де служив у дипломатичному відомстві Російської імперії. Фандорін зупиняється у готелі «Дюсо», де дізнається, що тут зупинився на кілька днів його давній бойовий побратим у російсько-турецькій війні Михайло Соболев (реального історичного прототипа звали Михайло Скобелев), якого також звали «білим генералом» та «російським Ахіллесом». 
Фандорін вирішив зустрітися з Михайлом, проте виявилося, що генерал помер у себе в номері вночі. Розтин тіла виявив, що Соболев помер від серцевого нападу. Та чи насправді це так? 
Ерасту Петровичу наказують таємно провести розслідування причини смерті «білого генерала».

## Історичний контекст
Образ генерала Соболєва заснований на образі білого генерала Михайла Скобелєва. Скобелєв раптово помер від серцевого нападу в 1882 році за обставин, подібних до описаних у романі (під час зустрічі з повією). Повідомлення в пресі про його смерть піддавалися жорсткій цензурі, що породило безліч конспірологічних теорій, деякі з яких стосувалися самого царя Олександра III.
Губернатор Москви, князь Долгорукий, заснований на князі Володимирі Андрійовичі Долгорукові, генерал-губернаторі Москви в 1865- 1891 роках. Великий князь Кирило Олександрович, брат царя, очевидно, є вигаданою версією реального молодшого брата Олександра III, Володимира Олександровича.